# Claude Villedieu
 (février 2009).
Claude Villedieu (de son vrai nom Claude Le Dieu de Ville), né le 30 octobre 1921 à Paris et mort dans la même ville le 8 mars 1980, est un journaliste français.

## Biographie
Claude Le Dieu de Ville commence ses études de droit après une brillante scolarité au lycée Carnot et au collège Saint-Martin de France. Parmi les organisateurs des manifestations estudiantines du 11 novembre 1940, il est obligé de partir, recherché par la police allemande, avec une bande d'amis dont sa future femme Simone Manigand dite "Bleue". Il se trouve à Alger au débarquement des troupes alliées en Afrique du Nord où il participe en mars 1943 à la fondation de Radio-France, devenue peu de temps après la station de Comité de Libération Nationale, présidé par le Général de Gaulle.
Revenu à Paris à la Libération, Claude Villedieu est de 1945 à 1956 correspondant diplomatique du journal parlé et rend compte à la radiodiffusion française de toutes les grandes rencontres internationales de l'après-guerre.
Il entre en 1956 au journal télévisé qu'il présente jusqu'en 1959. Il est chef du service étranger, puis rédacteur en chef responsable du service politique jusqu'en 1963. Il occupe ensuite divers postes à l'État-major de l'O.R.T.F., notamment celui de Secrétaire général des comités des Programmes et de membre du conseil d'administration de 1971 à 1972. Lors de la dissolution de l'Office, il devient en 1975 directeur de cabinet du premier président de TF1, Jean Cazeneuve, et secrétaire général du Conseil d'administration de la chaîne.
Parallèlement, Claude Villedieu a mené une vive activité syndicale et mutualiste comme secrétaire général de la section F.O de la R.T.F., président de la mutuelle de l'O.R.T.F. et surtout président tutélaire des œuvres sociales de la radio-télévision de 1957 à 1972. Il était chevalier de la Légion d'honneur. Il disparaît le 8 mars 1980 à l'âge de 58 ans. Il était le père de trois enfants : François, Henry et Frédéric Le Dieu de Ville. La Famille Le Dieu de Ville subsistante est inscrite à l'ANF depuis 1954.
Parmi ses diverses activités :
- Membre de la Commission de la Carte d'Identité des journalistes Professionnels(1946-1952)
- Vice-Président1949-1950-Secrétaire Général 1951-1952
- Membre fondateur du Syndicat National des Journalistes confédérés Force Ouvrière(10 janvier 1948)
- Secrétaire Général du Syndicat des Journalistes Force Ouvrière de la RTF puis de l'ORTF(1948-1961)
- Membre de la Commission Exécutive depuis 1961
- Membre del'Association de la Presse Diplomatique Française depuis 1945-Secrétaire General adjoint(1945-1952)
- Président de la Tutélaire des Œuvres Sociales de la RTF et de l'ORTF(1957-1972)
- Président de la Mutuelle du Personnel de l'ORTF(1965-1967)
- Membre de la Commission Française pour l'UNESCO (1962-1967)
- Membre de la Commission Radiodiffusion-Télévision puis Transmission des IVe, Ve et VIe Plans